# Jafar Pishevari
Pour les articles homonymes, voir Jafar.
Seyyed Jafar Pishevari (azéri : Seyid Cəfər Pişəvəri, سید جعفر پیشه وری, persan : سید جعفر پیشه‌وری), né en 1893 et mort le 11 juin 1947, était le fondateur et le président du Gouvernement du peuple d'Azerbaïdjan (novembre 1945 - novembre 1946).

## Biographie
Il est né à Khalkhal (dans l'Azerbaïdjan iranien) et est devenu journaliste dans les années 1920. 
Il a été prisonnier politique pendant quelque temps sous le régime du Shah. Il a été candidat au Majles (Parlement iranien), mais sa candidature a été refusée par les dirigeants. Pishevari était le dirigeant du Parti démocratique azerbaïdjani.
Pishevari, avec le soutien de l'Union soviétique, a fondé la république autonome connue sous le nom de Gouvernement du peuple d'Azerbaïdjan en novembre 1945. Après la chute de cette république éphémère, il fuit en République soviétique d'Azerbaïdjan et meurt dans un accident de la route à Bakou en 1947.